# Raiffeisen Grand Prix
Raiffeisen Grand Prix je nekdanja moška enodnevna kolesarska dirka, ki je med letoma 1996 in 2019 potekala po Štajerski v Avstriji. Do leta 2015 je potekala junija, zadnje štiri izvedbo pa septembra. Imela je status dirke razreda 1.2 v okviru UCI Europe Toura. Potekala je 23-krat, najuspešnejši kolesarji v zgodovini dirke s po dvema zmagama so Igor Kranjec, Riccardo Zoidl in Maciej Paterski, ki je zmagal tudi na zadnji izvedbi dirke. 

## Zmagovalci
| Leto | Zmagovalec            | Drugi                 | Tretji                |
| ---- | --------------------- | --------------------- | --------------------- |
| 1996 | Luca Sironi           | Riccardo Ferrari      | Simone Simonetti      |
| 1997 | Simone Simonetti      | Bernhard Gugganig     | René Haselbacher      |
| 1998 | Igor Kranjec          | Michele Bedin         | Peter Wrolich         |
| 1999 | Igor Kranjec          | Jan Bratkowski        | Werner Faltheiner     |
| 2000 | Josef Lontscharitsch  | Sašo Sviben           | Pietro Zucconi        |
| 2001 | Jan Bratkowski        | Ralf Scherzer         | Franz Stocher         |
| 2002 | Boštjan Mervar        | Samuel Faruhn         | Ralf Scherzer         |
| 2003 | Georg Totschnig       | René Haselbacher      | Andreas Matzbacher    |
| 2004 | Andreas Matzbacher    | Christian Pfannberger | Stefan Rucker         |
| 2005 | Krzysztof Ciesielski  | Maurizio Vandelli     | Massimiliano Martella |
| 2006 | Mitja Mahorič         | Francesco Ginanni     | Werner Riebenbauer    |
| 2007 | Christian Pfannberger | Marcus Eibegger       | Thomas Rohregger      |
| 2008 | Matej Stare           | Jan Bárta             | Josef Benetseder      |
| 2009 | Markus Eibegger       | Martin Riška          | Christoph Sokoll      |
| 2010 | Matthias Brändle      | Marcus Eibegger       | Stanislav Kozubek     |
| 2011 | Tomislav Dančulović   | Blaž Furdi            | Radoslav Rogina       |
| 2012 | Marko Kump            | Giuseppe De Maria     | Oliver Hofstetter     |
| 2013 | Riccardo Zoidl        | Radoslav Rogina       | Patrik Sinkewitz      |
| 2014 | Radoslav Rogina       | Patrick Konrad        | Markus Eibegger       |
| 2015 | Gregor Mühlberger     | Andi Bajc             | Florian Bissinger     |
| 2016 | Riccardo Zoidl        | Patrick Schelling     | James McLaughlin      |
| 2017 | Adam De Vos           | Tadej Pogačar         | Patrick Gamper        |
| 2018 | Maciej Paterski       | Riccardo Zoidl        | Georg Zimmermann      |
| 2019 | Maciej Paterski       | Colin Stussi          | Patrick Schelling     |